# Push It
«Push It» es el primer sencillo del segundo disco de la banda estadounidense/escocesa Garbage, Version 2.0. Se transformó en un hit global en abril de 1998, aumentando las expectativas para el próximo disco de la banda, que vería la luz en mayo. 
"Push It" tuvo una importante trayectoria en las listas de éxitos: #9 en Reino Unido, #5 en Estados Unidos (Billboard Modern Rock Chart) y #31 en Australia. Las caras B de todos sus lanzamientos fueron los inéditos "Lick the pavement" y "Thirteen" (una versión de la banda Big Star). También fueron usados los siguientes remixes: Push It (Boom Boom Satellites mix), Push It (Victor Calderone club mix), Push It (Victor Calderone club mix radio edit) (solamente para promoción) y Push It (Victor Calderone dub) (solamente para promoción)

## Videoclip
El vídeoclip de Push It se calificó como uno de los mejores videos del rock alternativo. Su creación se debió gracias a la directora Andrea Giacobbe. La historia del video es algo extraña y siniestra empezando con Shirley como novia de un hombre y luego como novia de otro hombre con cabeza de bombillo. Además Push it contiene ciertos fragmentos musicales de otras bandas como la parte del coro: Don't worry baby (del grupo The Beach Boys Don't worry Baby) y Push it (Salt N Peppa)

## Posicionamiento
| Listas (1998)                            | Posición |
| ---------------------------------------- | -------- |
| Australia ARIA Singles Chart             | 31       |
| Finland Singles chart                    | 14       |
| France SNEP Singles Chart                | 99       |
| German Singles Chart                     | 88       |
| Irish Singles Chart                      | 26       |
| Dutch Singles chart                      | 77       |
| New Zealand RIANZ Singles Chart          | 15       |
| UK Airplay Chart                         | 18       |
| UK Singles Chart                         | 9        |
| U.S.Billboard Hot Modern Rock Tracks     | 5        |
| U.S. Billboard Hot 100                   | 52       |
| U.S. Billboard Hot Singles Sales         | 63       |
| U.S. Billboard Hot Dance Music/Club Play | 5        |